# Пархимковская Слобода
Пархимковская Слобода (бел. Пархімкаўская Слабада) — деревня в Дворецком сельсовете Рогачёвского района Гомельской области Беларуси.

## География

### Расположение
В 30 км на запад от районного центра и железнодорожной станции Рогачёв (на линии Могилёв — Жлобин), 151 км от Гомеля.

### Гидрография
На востоке мелиоративный канал.

## Транспортная сеть
Транспортные связи по просёлочной, затем автомобильной дороге Бобруйск — Гомель. Планировка состоит из короткой прямолинейной улицы меридиональной ориентации, застроенной двусторонне, деревянными усадьбами.

## История
Основана в начале XX века переселенцами из соседних деревень. В 1930 году организован колхоз. Во время Великой Отечественной войны 15 жителей погибли на фронте. Согласно переписи 1959 года в составе совхоза «Дворец» (центр — деревня Дворец).

## Население

### Численность
- 2004 год — 22 хозяйства, 35 жителей.

### Динамика
- 1925 год — 55 дворов.
- 1959 год — 215 жителей (согласно переписи).
- 2004 год — 22 хозяйства, 35 жителей.